# 中部兼市
中部 兼市（なかべ かねいち、1892年2月25日 - 1953年3月25日）は、日本の経営者で、プロ野球チーム・大洋ホエールズ（現・横浜DeNAベイスターズ）の初代オーナーも務めた。

## 経歴・人物
兵庫県明石市出身。中部幾次郎の長男で、弟には中部謙吉、中部利三郎。1924年9月に林兼商店専務を務め、1945年12月に大洋漁業社長に就任。1947年8月に公職追放を受け、いったん辞任し、1950年10月に社長に復帰。
1941年に水産功労者の表彰を受ける。
1953年3月25日在職中に胃潰瘍のために山口県下関市の自宅で死去。61歳没。